# Кущівник
Кущівни́к (Thamnomanes) — рід горобцеподібних птахів родини сорокушових (Thamnophilidae). Представники цього роду мешкають в Південній Америці.

## Види
Виділяють чотири види:
- Кущівник сірий (Thamnomanes ardesiacus)
- Кущівник чорногорлий (Thamnomanes saturninus)
- Кущівник шиферний (Thamnomanes caesius)
- Кущівник західний (Thamnomanes schistogynus)

## Етимологія
Наукова назва роду Thamnomanes походить від сполучення слів дав.-гр. θαμνος — кущ і μανης — той, хто любить.